# HOSK Dobříš
HOSK Dobříš (celým názvem: Hokejový odbor sportovního klubu Dobříš) byl český klub ledního hokeje, který sídlil ve městě Dobříš ve Středočeském kraji. Založen byl v roce 1941. Zanikl v roce 2010 po uzavření zimního stadionu. V letech 2003–2008 působil v Krajském přeboru, čtvrté nejvyšší soutěži ledního hokeje v České republice.
Své domácí zápasy odehrával na zimním stadionu Dobříš.

## Přehled ligové účasti
Stručný přehled
Zdroj:
- 2003–2008: Středočeský krajský přebor (4. ligová úroveň v České republice)
- 2008–2010: Středočeská krajská soutěž (5. ligová úroveň v České republice)

Jednotlivé ročníky
Zdroj:
Legenda: ZČ - základní část, červené podbarvení - sestup, zelené podbarvení - postup, fialové podbarvení - reorganizace, změna skupiny či soutěže
| Česko (2003 – 2010) |                            |           |           |                                       |          |
| Sezóny              | Soutěž                     | Úroveň    | ZČ        | Play-off, nadstavba, sk. o udržení... | Poznámky |
| 2003/04             | Středočeský krajský přebor | 4. úroveň | 9. místo  |                                       |          |
| 2004/05             | Středočeský krajský přebor | 4. úroveň | 7. místo  |                                       |          |
| 2005/06             | Středočeský krajský přebor | 4. úroveň | 8. místo  |                                       |          |
| 2006/07             | Středočeský krajský přebor | 4. úroveň | 12. místo |                                       |          |
| 2007/08             | Středočeský krajský přebor | 4. úroveň | 12. místo |                                       | Sestup   |
| 2008/09             | Středočeská krajská soutěž | 5. úroveň | 10. místo |                                       |          |
| 2009/10             | Středočeská krajská soutěž | 5. úroveň | 7. místo  |                                       |          |